# Македонски тютюни
„Македонски тютюни“ е българска тютюнева кооперация, съществувала от 1921 до 1947 година в град Неврокоп, България.
Кооперацията оказва съпротива на тютюневите монополи и е важна икономическа единица в Неврокопско.

## История
„Македонски тютюни“ е основана на 3 юли 1921 година в Неврокоп въз основа на Закона за кооперативните сдружения от 1907 година. Първият управителен съвет на кооперацията е в състав: Петко Таралежков – председател, свещеник Сава Попов - подпредседател и Димитър Кемалов, Тодор Гелемаров и Димитър Славков - членове. В Контролния съвет влизат Стефан Балтаджиев - председател и Илия Балтов и Димитър Белокапов. В кооперацията влизат 341 тютюнопроизводители от 21 селища в Неврокопската околия, а дяловият им капитал е 55 000 лева.
В следващите години кооперацията разширява дейността си – в 1923 година открива клон в Пазарджик, в 1925 година става член на тютюневата кооперативна фабрика „Македонка“ в София, а в 1936 година открива клон и в Самоков. Кооперацията осигурява изкупуването на големи количества висококачествени тютюни и реализира големи печалби. Участва в много изложби в България и чужбина и поддържа връзки с тютюнотърговци от Италия, Германия, Египет, Швейцария и Холандия. Продава тютюн главно в Германия. Добрите връзки на кооперацията ѝ позволяват да продава тютюните на най-добри цени. Кооперацията осигурява работа на 200 – 300 работници годишно при манипулация на тютюните.
След Деветосептемврийския преврат, в 1947 година със Закона за национализацията кооперацията е закрита и слята с Българския държавен тютюнев монопол – клон Неврокоп, който в 1954 година става Държавно предприятие „Тютюнева промишленост“ в град Гоце Делчев.
При закриването ѝ кооперацията е изключително стабилна със следните активи: дялов капитал 1 919 300 лева, фондове 43 226 953 лева, имоти 13 053 000 лева.